# 西経9度線
西経9度線（せいけい9どせん）は、本初子午線面から西へ9度の角度を成す経線である。北極点から北極海、大西洋、ヨーロッパ、アフリカ、南極海、南極大陸を通過して南極点までを結ぶ。西経9度線は、東経171度線と共に大円を形成する。

## 通過する地域一覧
西経9度線は、北極点から南極点まで南に向かって以下の場所を通っている。
| 地理座標                                           | 国土・領土・領海 | 備考                                                                                                |
| -------------------------------------------------- | ---------------- | --------------------------------------------------------------------------------------------------- |
| 北緯90度0分 西経9度0分 / 北緯90.000度 西経9.000度  | 北極海           | |
| 北緯82度8分 西経9度0分 / 北緯82.133度 西経9.000度  | 大西洋           | |
| 北緯70度52分 西経9度0分 / 北緯70.867度 西経9.000度 | ノルウェー       | ヤンマイエン島                                                                                      |
| 北緯70度49分 西経9度0分 / 北緯70.817度 西経9.000度 | 大西洋           | |
| 北緯54度18分 西経9度0分 / 北緯54.300度 西経9.000度 | アイルランド     | |
| 北緯51度34分 西経9度0分 / 北緯51.567度 西経9.000度 | 大西洋           | |
| 北緯43度14分 西経9度0分 / 北緯43.233度 西経9.000度 | スペイン         | 本土、サルボラ島（英語版） - ガリシア州                                                             |
| 北緯42度28分 西経9度0分 / 北緯42.467度 西経9.000度 | 大西洋           | |
| 北緯39度48分 西経9度0分 / 北緯39.800度 西経9.000度 | ポルトガル       | リスボン（北緯38度42分 西経9度8分 / 北緯38.700度 西経9.133度）のすぐ東を通過                        |
| 北緯38度27分 西経9度0分 / 北緯38.450度 西経9.000度 | 大西洋           | サン・ヴィセンテ岬（ ポルトガル、北緯37度1分 西経8度59分 / 北緯37.017度 西経8.983度）のすぐ西を通過 |
| 北緯32度47分 西経9度0分 / 北緯32.783度 西経9.000度 | モロッコ         | |
| 北緯27度40分 西経9度0分 / 北緯27.667度 西経9.000度 | 西サハラ         | モロッコが領有権を主張                                                                              |
| 北緯26度0分 西経9度0分 / 北緯26.000度 西経9.000度  | モーリタニア     | |
| 北緯15度30分 西経9度0分 / 北緯15.500度 西経9.000度 | マリ             | |
| 北緯12度22分 西経9度0分 / 北緯12.367度 西経9.000度 | ギニア           | |
| 北緯7度14分 西経9度0分 / 北緯7.233度 西経9.000度   | リベリア         | |
| 北緯4度58分 西経9度0分 / 北緯4.967度 西経9.000度   | 大西洋           | |
| 南緯60度0分 西経9度0分 / 南緯60.000度 西経9.000度  | 南極海           | |
| 南緯70度27分 西経9度0分 / 南緯70.450度 西経9.000度 | 南極大陸         | ドローニング・モード・ランド（ ノルウェーが領有権を主張）                                           |